# 192450 Xinjiangdaxue
192450 Xinjiangdaxue è un asteroide della fascia principale. Scoperto nel 1997, presenta un'orbita caratterizzata da un semiasse maggiore pari a 3,2578167 au e da un'eccentricità di 0,0537062, inclinata di 23,24059° rispetto all'eclittica.